# Nättelduk
Nättelduk (från tyska Nesseltuch) syftar ursprungligen på ett tyg tillverkat av fibrer från brännässla.
Den ursprungliga nättelduken var en fin, lärftsliknande, ibland randig, rutig eller broscherad väv, liknande kammarduk eller batist. Under 1600- och 1700-talet började linfibrerna alltmer ersättas av finare bomullsvävar. Den sista mer storskaliga tillverkningen av nättelduk av nässelfibrer lades ned 1740, men hos allmogen levde bruket kvar.
Under 1800-talet användes det om tunna såväl bomulls- som linnetyger, för kragar, klutar, gardiner och klänningar.